# Осеновлаг
Осеновлаг (болг. Осеновлаг) — село в Болгарии. Находится в Софийской области, входит в общину Своге. Население составляет 180 человек (2022).

## Политическая ситуация
В местном кметстве Осеновлаг, в состав которого входит Осеновлаг, должность кмета (старосты) исполняет Атанас Илиев Крыстанов (независимый) по результатам выборов правления кметства.
Кмет (мэр) общины Своге — Емил Цветанов Атанасов (Болгарская социалистическая партия (БСП), Национальное движение «Симеон Второй» (НДСВ), «ЛИДЕР», Зелёные, Политический клуб «Экогласность», Евророма) по результатам выборов в правление общины.